# 가톨릭 신학
로마 가톨릭 신학 또는 천주교 신학은 교도권의 해석에 따라 경전과 성전의 판단을 기반하는 로마 가톨릭교회의 교리를 이루는 기독교 신학을 가리킨다. 가톨릭교회에서는 교황의 권위와 교회의 전통, 성모 마리아와 성인, 사제의 역할과 실천적 신앙 등을 주로 중요하게 여긴다. 이는 다섯 솔라로 대표되는 개신교의 믿음과는 크게 차이가 존재한다.

## 같이 보기
- 로마 가톨릭교회
- 기독교 신학
- 반종교개혁
- 로마 보편 전례력
- 스콜라주의
- 전통주의 가톨릭